# Бел-Игелхајм
Бел-Игелхајм (њем. Böhl-Iggelheim) општина је у њемачкој савезној држави Рајна-Палатинат. Једно је од 25 општинских средишта округа Рајна-Палатинат. Према процјени из 2010. у општини је живјело 10.569 становника. Посједује регионалну шифру (AGS) 7338005.

## Географски и демографски подаци
Бел-Игелхајм се налази у савезној држави Рајна-Палатинат у округу Рајна-Палатинат. Општина се налази на надморској висини од 105 метара. Површина општине износи 32,8 km².

## Становништво
У самом мјесту је, према процјени из 2010. године, живјело 10.569 становника. Просјечна густина становништва износи 322 становника/km².

## Међународна сарадња
| Мјесто   | Држава    | Врста сарадње | Од    |
| -------- | --------- | ------------- | ----- |
| Шландерс | Италија   | партнерство   | 2005. |
|          | Француска | партнерство   | 1991. |
| Извор    |           |               |       |